# Grants (Új-Mexikó)
Grants település az Amerikai Egyesült Államok Új-Mexikó államában, Cibola megyében, melynek megyeszékhelye is. Lakosainak száma 9163 fő (2020. április 1.).

## Népesség
A település népességének változása:

| 2010 | 9 182 |
| 2020 | 9 163 |